# Semaeopus crassidiscaria
Semaeopus crassidiscaria là một loài bướm đêm trong họ Geometridae.